# Jenny Perret
Jenny Perret (ur. 23 grudnia 1991) – szwajcarska curlerka, wicemistrzyni olimpijska 2018, mistrzyni świata par mieszanych.
Curling zaczęła uprawiać w wieku 8 lat.

## Wyniki
- igrzyska olimpijskie
  - Pjongczang 2018 (turniej kobiet) – 7. miejsce
  - Pjongczang 2018 (turniej par mieszanych) – 2. miejsce
- mistrzostwa Europy
  - 2017 - 4. miejsce
- mistrzostwa świata par mieszanych
  - 2017 - 1. miejsce